# Ohis Felix Uduokhai
Ohis Felix Uduokhai (Annaberg-Buchholz, 9 settembre 1997) è un calciatore tedesco, difensore del Beşiktaş in prestito dall'Augusta.

## Caratteristiche tecniche
È un difensore centrale.

## Carriera

### Club
Fino al 2008, anno in cui si è trasferito al Monaco 1860, ha giocato nelle giovanili dell'Erzgebirge Aue; in seguito, dal 2008 al 2016 ha giocato in tutte le squadre giovanili del Monaco 1860, con cui nella stagione 2016-2017 ha inoltre esordito prima nella squadra riserve e, successivamente, anche in prima squadra, giocando una partita in Coppa di Germania e segnando un gol in 21 presenze in seconda divisione.
Nell'estate del 2017 in seguito alla retrocessione in terza divisione ed al successivo declassamento in quarta divisione per problemi finanziari del Monaco 1860, viene ceduto per un milione di euro al Wolfsburg, formazione con la quale nella stagione 2017-2018 esordisce in Bundesliga. Il 22 ottobre 2017 segna il suo primo gol allo scadere della partita pareggiata 1-1 contro l'Hoffenheim. Il 28 agosto 2019 passa in prestito all'Augusta.
Nell'estate del 2024, dopo complessive 120 presenze e 3 reti nella prima divisione tedesca con la maglia dell'Augusta (che nel frattempo l'aveva acquistato a titolo definitivo dopo il prestito iniziale) passa in prestito al Beşiktaş, club della prima divisione turca.

### Nazionale
Nel 2015 ha giocato una partita con la nazionale under-19, mentre nel biennio successivo ha disputato complessivamente 3 incontri con la maglia della nazionale Under-20. Nel 2019 prende parte agli Europei di categoria con l'Under-21.
Il 6 novembre 2020 riceve la sua prima convocazione in nazionale maggiore.
Partecipa ai Giochi Olimpici di Tokyo 2020, svoltisi tra la fine di luglio e l'inizio di agosto 2021. E' titolare fisso della squadra tedesca, giocando tutte e tre le partite per un totale di 270 minuti. Il 25 luglio segna al 75' la rete decisiva per la vittoria per 3-2 della Germania sull'Arabia Saudita.